# Leptophyes
Genre
Leptophyes est un genre d'insectes orthoptères de la famille des Tettigoniidae.

## Distribution
Les espèces de ce genre se rencontrent en Europe et à l'ouest de l'Asie.

## Liste des espèces
Selon Orthoptera Species File (28 mars 2010) :
- Leptophyes albovittata (Kollar, 1833)
- Leptophyes angusticauda Brunner von Wattenwyl, 1891
- Leptophyes bolivari Kirby, 1906
- Leptophyes boscii Fieber, 1853 - Leptophye sarmate
- Leptophyes discoidalis (Frivaldsky, 1867)
- Leptophyes festae Giglio-Tos, 1893
- Leptophyes helleri Sevgili, 2004
- Leptophyes iranica (Ramme, 1939)
- Leptophyes karanae Naskrecki & Ünal, 1995
- Leptophyes laticauda (Frivaldsky, 1867)
- Leptophyes lisae Heller, 1988
- Leptophyes nigrovittata Uvarov, 1921
- Leptophyes peneri Harz, 1970
- Leptophyes punctatissima (Bosc, 1792) - Leptophye ponctuée ou Sauterelle ponctuée
- Leptophyes purpureopunctatus Garai, 2002
- Leptophyes trivittata Bei-Bienko, 1950

## Référence
- (de) Fieber, 1853 : Synopsis der europäischen Orthopteren mit besonderer Rücksicht auf die in Böhmen vorkommenden Arten als Auszug aus dem zum Drucke vorliegenden Werke. Die europäischen Orthoptera. Lotos, 3, p. 252-258.